# داونلود دوت كوم
داونلود دوت كوم هو موقع دليل تحميل الإنترنت، بدأ في عام 1996 كجزء من سي نت. في الأصل، كان المجال التحميل.كوم.كوم.
داونلود دوت كوم يعرض المحتوى في أربع فئات رئيسية: البرمجيات (بما في ذلك نظام النوافذ، ماك والمحمول)، الموسيقى ، الألعاب ، والفيديو ، عرضت للتحميل عبر بروتوكول نقل الملفات من خوادم موقع التحميل.كوم أو خوادم من طرف ثالث. الفيديو هو تيارات (في الوقت الحاضر)، والموسيقى هي كل تنزيلات الـ ام بي 3 الحرة، أو أحيانا إدارة حقوق مشغل أغاني النوافذ (دبليو أم أيه) أو التيارات.
قسم البرامج يشمل أكثر من 100,000 تحميلمجاني، تحميل تجريبي، وتحميل التجربة أولا. التنزيلات غالبا ما تصنف وتستعرض بواسطة المحررين، وتحتوي أيضا على عرض سريع للملف من ناشر البرنامج، ولقطة واحدة أو أكثر. ويمكن أيضا للمستخدمين المسجلين كتابة الاستعراضات وتسجيل تقيمهم على مقياس من 1-5 نجوم.
المجال تحميل.كوم جذب ما لا يقل عن 113 مليون زائر سنويا بحلول عام 2008 وفقا لدراسة المنافسة.كوم.

## عمليات التنزيل
تحميل جميع البرمجيات حرة. بعض البرامج عبارة عن إصدارات تجريبية، وكثير منها مجانية وتجريبية. لا يوجد أي رسوم من موقع تحميل.كوم للوصول إلى أي محتوى على الموقع.
يُسمح لبعض ناشري البرامج توزيع عناوينهم مجانا عن طريق موقع سى نت الإيداع.كوم، أو لوضع الرسوم التي توفر التحسينات.
في عام 2004، أُطلق موقع تحميل. كوم للموسيقى لتحل محل موقع ام بي 3. كوم البائد. يجوز لأي شخص تنزيل الموسيقى بأساليب متنوعة مجانا في هذه المنطقة من هذا الموقع، ومجموعة من الفنانين الهواة والمهنيين. الفنانون يمكن أن يدعوا معلوماتهم الخاصة بهم وأغانيهم إلى الموقع مجانا. جميع الطلبات تتم من خلال عملية الاستعراض.
في تموز / يوليو عام 2005، أطلق موقع تحميل. كوم للفيديو مع محتوى متدفق من الفيديو بأساليب متنوعة (الأفلام والتلفزيون والرياضة والرسوم المتحركة والموسيقى والفيديو، الخ). موقع تحميل. كوم تعتزم تقديم مجموعة من أشرطة الفيديو للتحميل في المستقبل.
في 11 مارس 2009، تم استبدال قسم الموسيقى مع لاست.اف ام.

## وصلات خارجية
- الموقع الرسمي
- موقع سى نت.كوم